# Diane Rehm

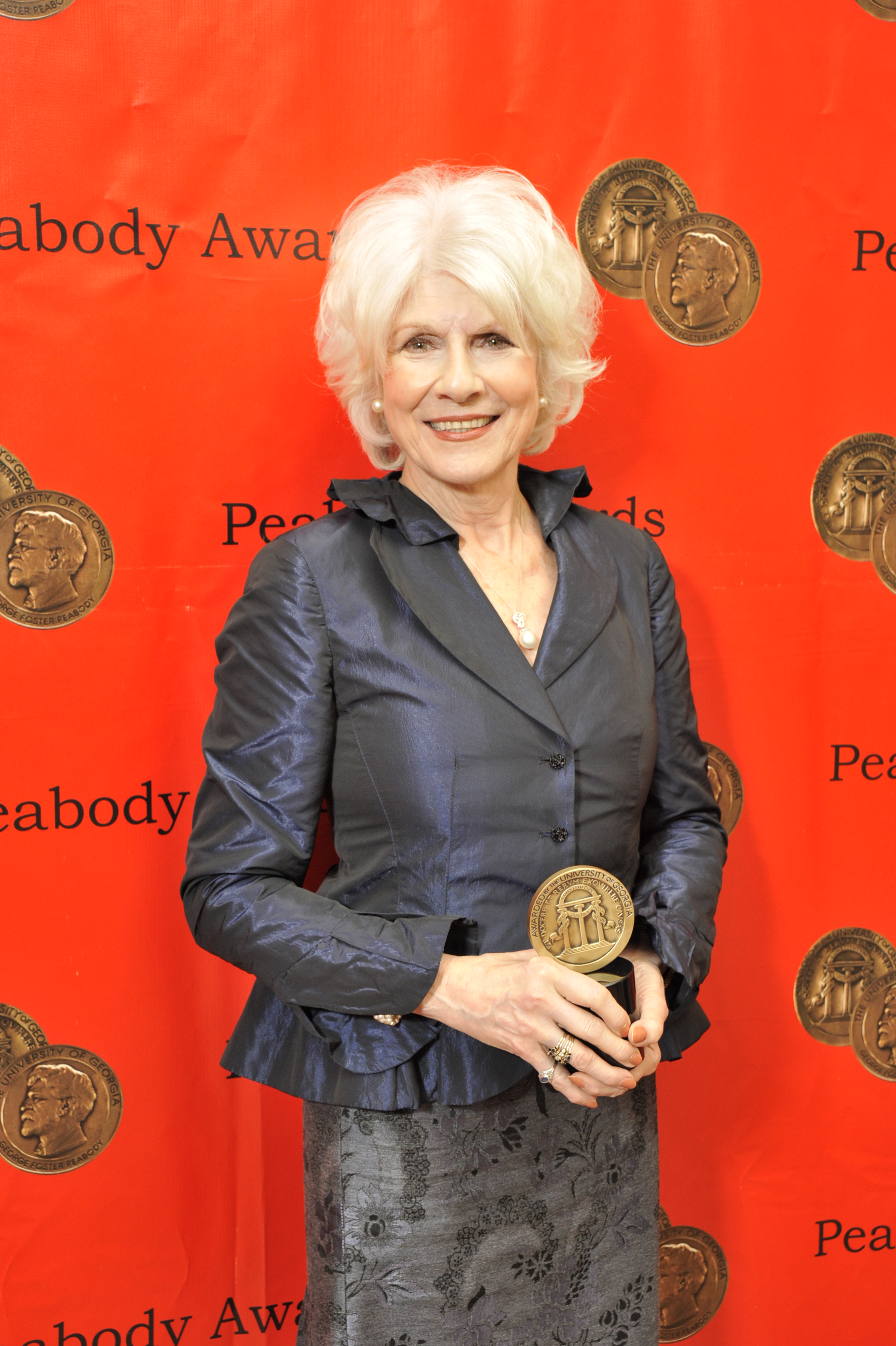
Diane Rehm (2010)

Diane Rehm (* 21. September 1936 in Washington, D.C. als Diane Aed) ist eine US-amerikanische Radiomoderatorin. Bekannt wurde sie mit ihrer US-weit übertragenen Diane Rehm Show bei NPR; produziert von WAMU. Dort sprach sie mit Persönlichkeiten der Zeitgeschichte über aktuelle politische Themen.

## Leben
Diane Rehm wurde nach Angaben aus ihrer Autobiographie Finding My Voice als Tochter einer kurdisch-orthodoxen Immigranten-Familie geboren. Rehm besuchte die William B. Powell Elementary und die Roosevelt High School in Washington, D.C. Sie bekam eine Anstellung als Verkehrsansagerin im Verkehrsamt. Im Jahr 1973 stieg sie als Praktikantin beim öffentlichen Sender WAMU ein.
Im Jahr 1979 begann Rehm mit ihrer ersten Show Kaleidoscope, welche 1984 in Diane Rehm Show umbenannt wurde. Hierin interviewte sie Kulturschaffende und Politiker, zum Beispiel Barack Obama oder John McCain. 2016 zog sie sich vom Tagesgeschäft zurück, produziert aber bei WAMU weiterhin einen wöchentlichen Podcast.

## Publikationen
- Finding My Voice. Autobiografie. Capital Books, Herndon 2002, ISBN 1-892123-90-8.
- On My Own. 2014, auf Deutsch: Die Liebe stirbt nie. Der lange Abschied von meinem Mann. Übersetzt von Barbara Steckhan und Sonja Schuhmacher. Kösel, München 2017, ISBN 978-3-466-37201-0.